# جورج شميد
جورج شميد (بالألمانية: Georg Schmid )‏ (و. 1953 – م) هو محاماة، وسياسي، من ألمانيا، ولد في دوناوورث، هو عضوٌ في حزب الاتحاد الاجتماعي المسيحي بولاية بافاريا، شارك في الانتخابات الرئاسية الألمانية 2012، والانتخابات الرئاسية الألمانية 2010، والانتخابات الرئاسية الألمانية 2009، والانتخابات الرئاسية الألمانية 1999 ‏.

## مناصب
تولى منصب عضو مجلس الشورى الموحد بافاريا (1990–2013)، ورئيس كتلة برلمانية ‏.

## التعليم
تعلم في جامعة أوغسبورغ.

## جوائز
حصل على جوائز منها:
- الميدالية الدستورية البافارية الذهبية ‏ (2009)
- الميدالية الدستورية الفضية البافارية (2005)
- صليب وسام الاستحقاق من جمهورية ألمانيا الاتحادية
- وسام استحقاق جمهورية ألمانيا الاتحادية
- وسام الاستحقاق البافاري.

## روابط خارجية
- جورج شميد على موقع مونزينجر (الألمانية)